# Acetilholin-esteraza
Acetílholín-esteráza (kraj. AChE) je encim, ki katalizira hidrolizo acetilholina v holinergičnih sinapsah (npr. v živčno-mišičnem stiku), nahaja pa se tudi na membranah rdečih krvničk.

## Zgradba in mehanizem delovanja
Acetilholin-esteraza izkazuje zelo visoko katalitično aktivnost – posamezna molekula encima lahko razgradi okoli 25.000 molekul acetilholina na sekundo, s čimer se hitrost približuje mejni vrednosti, ki jo dovoljujejo zakoni difuzije substrata. Aktivno mesto encima je sestavljeno iz dveh podenot: anionske in estrske. Zgradbo in mehanizem delovanja acetilholin-esteraze so pojasnili s pomočjo kristalne strukture encima.
Na anionsko podenoto se veže pozitivni kvaterni amin v molekuli acetilholina ali drugega substrata. Kationski substrati se ne vežejo na negativno nabite aminokisline v anionski podenoti encima, temveč interagirajo s 14 aromatskimi aminokislinskimi ostanki, ki obdajajo »lijak«, ki vodi do aktivnega mesta. Vseh 14 aromatskih aminokislin v lijaku aktivnega mesta je ohranjenih pri različnih živalskih vrstah. 
Med temi aromatskimi aminokislinami je posebej pomemben triptofan na mestu 84 in njegova substitucija z alaninom vodi v 3000-kratno zmanjšanje v reaktivnosti encima. Lijak prodira do polovice premera encima in je globok okoli 20 angstremov.
Na estrski podenoti se molekula acetilholina hidrolizira na acetat in holin. V svoji zgradbi vsebuje tako imenovano katalitsko trojico (triado), sestavljeno iz treh aminokislin: serin 200, histidin 440 in glutamat 327. Podobna katalitska trojica je prisotna tudi pri drugih serinskih proteazah, le da je na tretjem mestu glutamat namesto aspartata. Pri acetilholin-esterazi ima trojica tudi nasprotno kiralnost v primerjavi z drugimi proteazami. Hidrolizna reakcija s karboksilnim estrom povzroči tvorbo acil-encimske molekule in prostega holina. Acil-encimsko molekulo na mestu histidinske skupine 440 nato nukleofilno napade molekula vode in tvorita se prosta ocetna kislina ter obnovljen prosti encim.

## Biološka vloga
Pri prenosu živčnega dražljaja se acetilholin sprosti iz predsinaptičnega živca v sinaptično špranjo in se veže na acetilholinski receptor na membrani postsinaptičnega živca in s tem se prenese signal iz enega na drug živec. Na postsinaptično membrani se nahaja tudi acetilholin-esteraza, ki s hidrolizo acetilholina prekine prenos signala. Sproščeni holin se ponovno privzame v predsinaptični živec, kjer se s pomočjo encima holin-acetiltransferaza veže z acetil-CoA ter ponovno tvori acetilholin.

## Zaviralci
Zaviralci acetilholin-esteraze so snovi, ki se vežejo na molekulo encima acetilholin-esteraze in s tem zavrejo hidrolizo naravnega substrata, torej acetilholina. Zaviralci so bodisi reverzibilni bodisi nereverzibilni.

### Reverzibilni zaviralci
Tipičen predstavnik reverzibilnih zaviralcev AChE je na primer dekametonij. Izpeljanka iz molekule dekametonija je na primer zdravilo donepezil, ki se uporablja pri zdravljenju alzheimerjeve bolezni. Drugi reverzibilni zaviralci AChE, ki se uporabljajo klinično, so še na primer edrofonij (kratkodelujoči zaviralec, ki se uporablja pri diagnosticiranju mistaenije gravis), neostigmin (srednjedolgodelujoči zaviralec, ki se uporablja peroralno pri zdravljenju miastenije gravis in parenteralno za prekinitev živčno-mišičnega bloka), fizostigmin (srednjedolgodelujoči zaviralec, ki se v obliki kapljic za oči uporablja pri zdravljenju zelene mrene (glavkoma)) ...
Ker je acetilholin naravni prenašalec parasimpatičnega vegetativnega živčevja, povečana koncentracija acetilholina pri sistemski uporabi zaviralcev AChE lahko povzroči draženje organov, ki jih oživčuje živec klatež. Stranski učinki zaviralcev AchE so zato bradikardija, srčni zastoj, bronhospazem, slinjenje, slabost in bruhanje,
krči v trebuhu, zastajanje seča.

### Ireverzibilni zaviralci
Med ireverzibilne zaviralce AChE spadajo insekticidi (npr. imidakloprid, tiakloprid), pesticidi (npr. glifosat, metamitron) in kemični bojni strupi, kot so živčni bojni plini (sarin, soman, tabun ...).